# Glypta spissa
Glypta spissa är en stekelart som beskrevs av Dasch 1988. Glypta spissa ingår i släktet Glypta och familjen brokparasitsteklar. Inga underarter finns listade i Catalogue of Life.